# Luigi Croci
Luigi Croci (Cusano Milanino, 12 aprile 1916 – ...) è stato un calciatore italiano, di ruolo mediano.

## Carriera
Cresciuto nel Lecco, con la Cremonese fa l'esordio in Serie B l'11 ottobre 1942 nella partita Cremonese-Mater Roma (4-1). Con i grigiorossi disputa quattro stagioni con 67 presenze nei campionati di Serie B e 3 presenze in Coppa Italia.